# Jean-Michel Grobon
Pour les articles homonymes, voir Grobon.
Jean-Michel Grobon est un peintre et graveur français, né le 19 décembre 1770 à Lyon et mort dans la même ville le 2 septembre 1853.
Il est un représentant important de l'École de Lyon. Essentiellement connu pour ses nombreuses peintures de paysages, notamment de la ville de Lyon et ses environs, il pratiquera aussi la peinture de genre, le portrait et la gravure. En tant qu'un des premiers artistes à peindre la ville de Lyon, sa notoriété est surtout localisée dans sa ville natale.

## Biographie

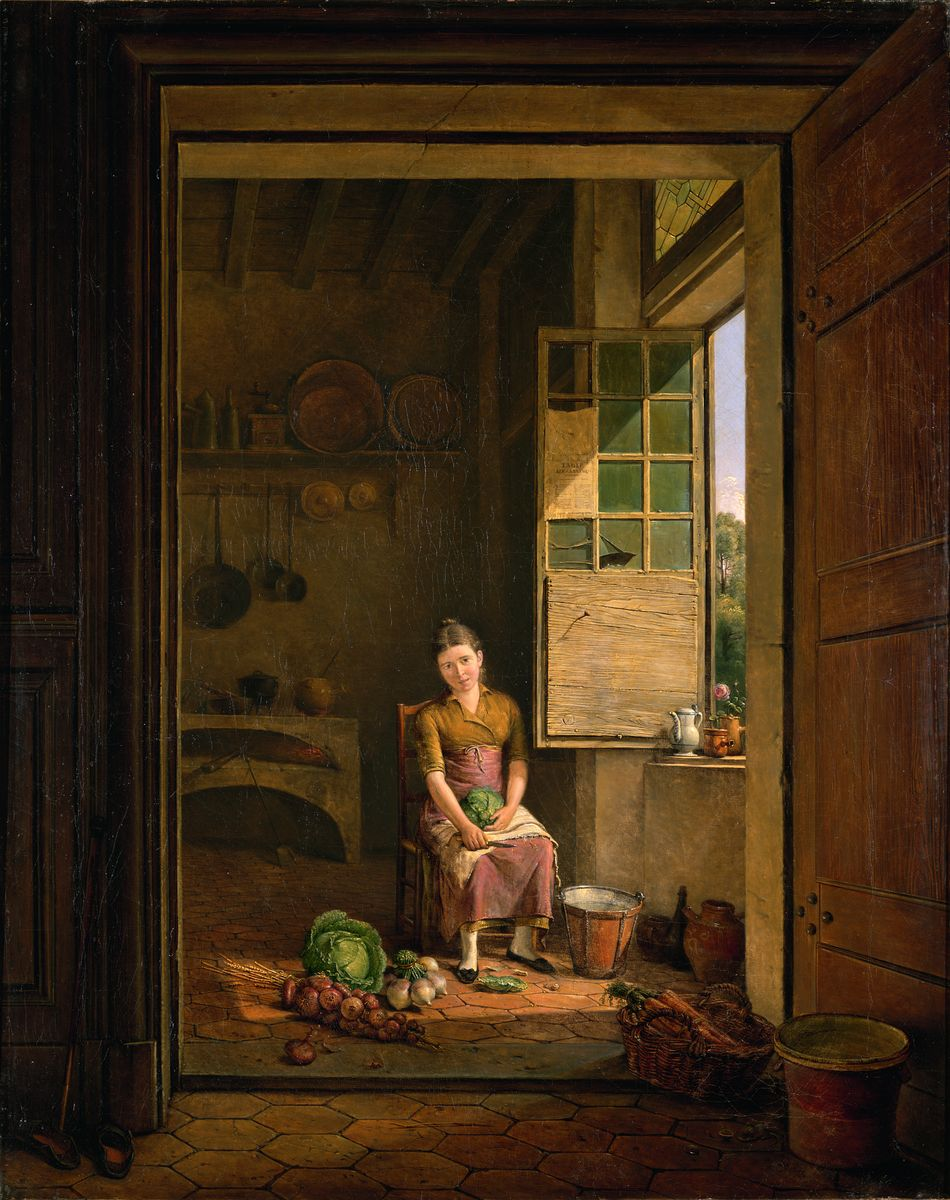
Intérieur de cuisine (1814), musée des Beaux-Arts de Lyon.

### Enfance et apprentissage

#### Petite enfance
Jean-Michel Grobon naît le 19 décembre 1770 à Lyon. Sa mère, Jeanne Chapard, aussi lyonnaise, est une fille de marchand de cannes et son père, Paul Grobon, est passementier mais deviendra chef de maîtrise, puis officier de quartier. Durant son enfance, Jean-Michel Grobon eu une santé précaire. À neuf ans, ses parents le mettent dans la pension de l’abbé Bichon. Il fait office de secrétaire et d’enfant de chœur. C’est un élève turbulent : il se bat souvent avec ses camarades et passe son temps à dessiner pendant les cours.

#### Études
En 1782, Jean-Michel Grobon est transféré à la pension Toussaint, à Crémieu. Il est bon élève et il sauve même une jeune femme d’un incendie. Deux ans plus tard, son père le fait entrer à l’École centrale de dessin de Lyon en espérant qu’il prenne la succession dans sa fabrique. Il a alors Alexis Grognard comme professeur. 
Son père meurt le 7 juillet 1786. Sa mère reprendra la vente de rubans à la place du père. 
À l’école, il assiste à des cours particuliers de dessins de fleurs avec Gonichon. Il prend aussi des leçons de sculptures auprès de Clément Jayet.

#### Voyage à Paris et Révolution
Durant le printemps 1789, Grobon part à Paris avec son ami Joseph Génaud pour s’inscrire à l'Académie royale de peinture et de sculpture. Il y vit frugalement et reçoit quelques cours. Il y peint ses premiers tableaux, comme Tête de Vieillard. Finalement il rentre à Lyon six semaines plus tard. De retour à Lyon il apprend la prise de la Bastille et la Révolution française. Il rencontre deux paysagistes rentrés d’un voyage à Rome : Alexandre-Hyacinthe Dunouy et Louis-Pierre Baltard avec lesquels il se lie d’amitié. Il souhaite d’ailleurs les imiter et partir pour Rome mais la Révolution l’en empêche ; il regrettera toute sa vie de ne pas avoir fait ce voyage.
Dunouy conseille beaucoup Jean-Michel Grobon, qui peint d'après gravures. Cependant, il a l’impression de faire fausse route et va chercher de nouveaux maîtres. Il peint des séries de tableaux de fleurs, d’animaux, d’intérieurs et d’objets qu’il vend entre 30 et 50 francs. 
En 1790, Jean-Michel Grobon choisit de délaisser les natures mortes pour peindre des paysages d’après nature. Il s’installe dans le quartier de La Croix-Rousse chez les Chartreux pour travailler ; on lui propose d'ailleurs de devenir prêtre mais il refuse. Grobon va parfois sur l’Île Barbe à Saint-Rambert-l'Île-Barbe pour peindre avec un ancien camarade de la classe de dessin de Gonichon. À cette époque, Grobon peint des tableaux de petit format avec une précision extrême.

### Frayeurs du siège

#### La Révolution
Lors de la Révolution, Jean-Michel Grobon est exempté de conscription mais fait partie de la garde bourgeoise. Au bout de six mois dans la milice, il réussit à obtenir un congé grâce à un ami médecin et lors de ce congé sa compagnie périt. Jean-Michel Grobon décide alors de continuer à peindre et de ne plus se battre, de ce fait on le poursuit et il doit s’enfuir de l’île à Saint-Rambert en barque. Ce moment fut traumatisant pour lui, il dira : « C’était trop fort, et je dus cesser de peindre pour la première fois de ma vie ». Lors du siège de Lyon de 1793, Jean-Michel Grobon aide sa mère à cacher tous leurs biens à Saint-Just-d'Avray. Elle le persuade de ne pas retourner à Lyon et de se cacher.

#### Refuge
Il va donc vivre dans le secret à Saint-Rambert mais se fait dénoncer. Il trouve alors refuge chez un ami dessinateur qui le cache dans une volière. Il est constamment sous pression, on vient parfois le chercher mais on ne le trouve pas. Il reste caché un mois dans cette volière à son plus grand plaisir : il jouit d’une vue incroyable pour peindre. Il dira plus tard que les tableaux peints dans la volière ont été les meilleurs qu’il ait jamais créés, car il était sous pression et la peur du siège. Il en restera marqué toute sa vie.

### Peintre et graveur

#### Succès parisien

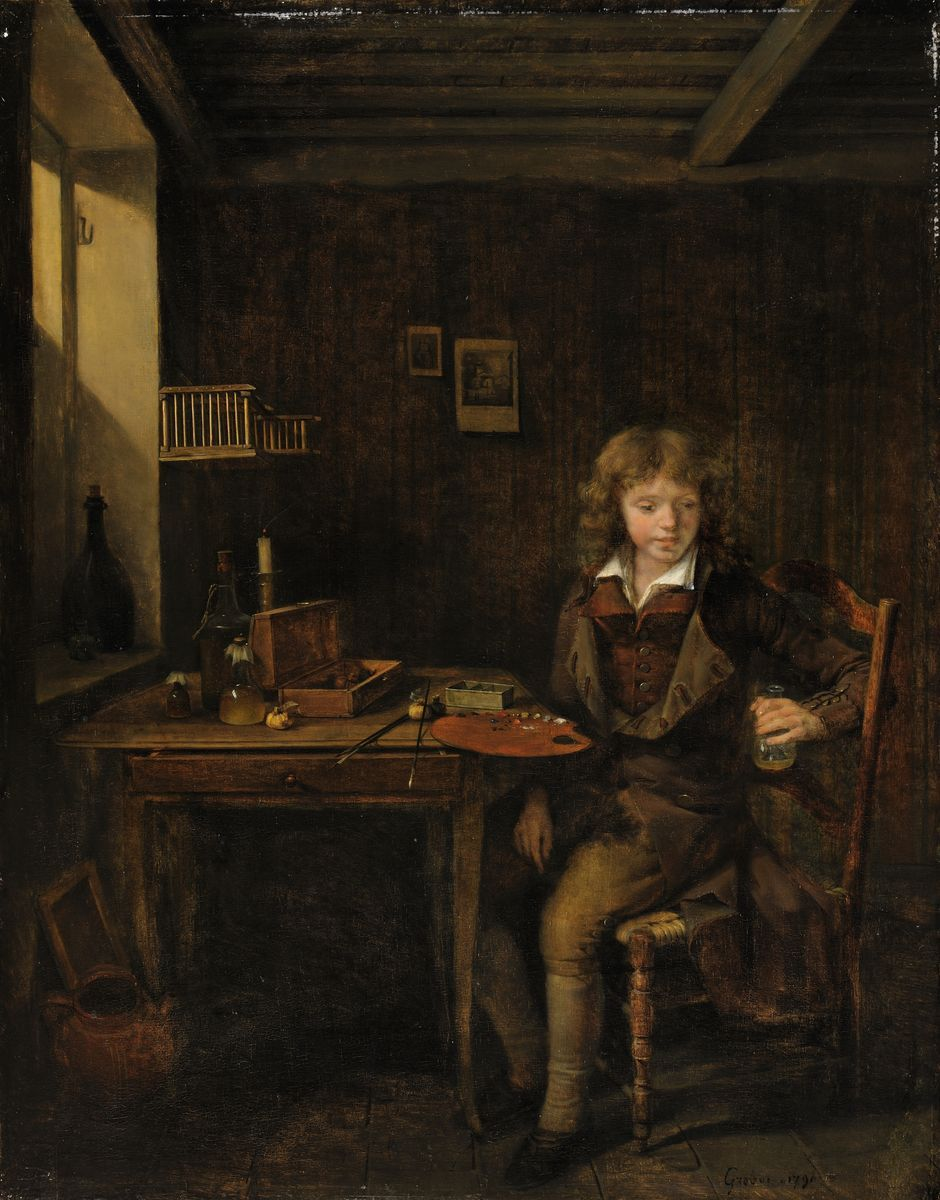
Jeune élève préparant les couleurs de son maître (1794), musée des Beaux-Arts de Lyon.

Jean-Michel Grobon envoie des tableaux au Salon de Paris de 1796, dont Jeune élève préparant les couleurs de son maître et son propre autoportrait. C’est un grand succès : un de ses portraits est acheté à plus de 6 000 francs par un collectionneur anglais. Le peintre lyonnais Pierre Révoil se fait écho de son triomphe, le peintre François Marius Granet est ébloui et demande des conseils à Grobon. Fort de ce succès, ce dernier va travailler avec ardeur, si bien qu’il tombe malade et doit s’arrêter alors qu’il peint Le Rémouleur. Il retouche sans cesse ses œuvres ; il dira plus tard : « Si je m’écoutais, je n’en finirais jamais ».

#### Retour dans la région lyonnaise
Jean-Michel Grobon se lie avec Jean-Jacques de Boissieu qui lui prête un appartement rue du Plat à Lyon, d’où Grobon peint le quartier Saint-Georges et où il vit plus de trente ans. Il dessine d’après nature puis dans son atelier avec de l’encre de Chine, de l’aquarelle, ou fait des rehauts à la gouache.
Il va peindre du côté de Nantua, mais les paysans de la région le menacent. Il y peint la Grotte des Étroits qu’il expose à Paris au Salon de 1800 avec Moulin à eau et Le Rémouleur. Jacques-Louis David admire ce dernier tableau et confie : « Que vous êtes heureux, jeune homme, de vous éloigner des tourbillons politiques, je vous envie ce bonheur ».

#### Vie mondaine

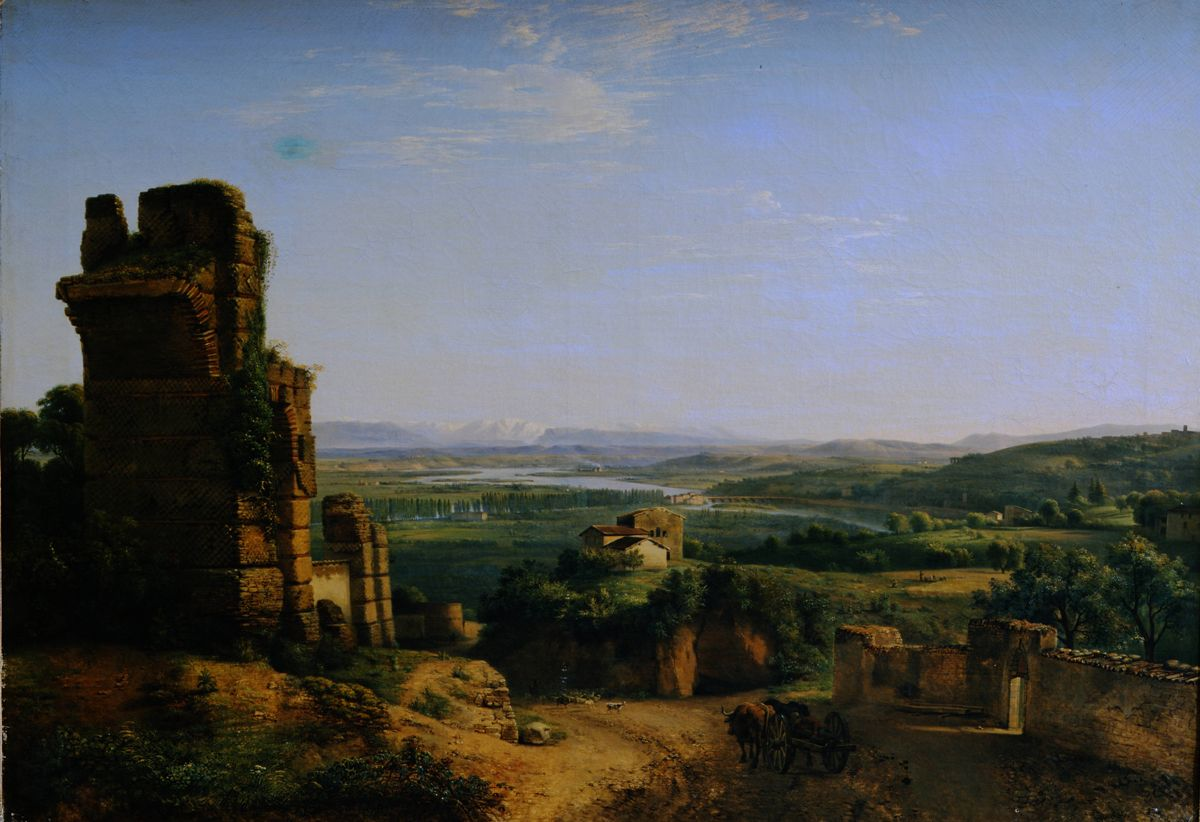
Vue des aqueducs romains sur les hauteurs de Saint-Just (1806), musée des Beaux-Arts de Lyon.

Jean-Michel Grobon fréquente les salons de Paris, où il fait la connaissance de la fille de Clément Jayet. 
Il devient membre de l'Académie de Lyon avec Révoil. En 1801, il est nommé professeur de dessin à la pension Pupier, où il a comme élève le jeune Alphonse de Lamartine.
En 1806, il n’expose que des paysages au Salon de Paris, dont Vue des aqueducs romains sur les hauteurs de Saint-Just. Cependant ses tableaux ne se vendent pas. Napoléon Ier ordonne qu’on lui remette une médaille d’or de 500 francs, mais il en reçoit juste une de 250, ce qui le froisse un peu. Il reste tout de même favorable à l’Empire.
À Paris, il se lie à Mmes de Bellegarde et les accompagne en Savoie et en Suisse. Son ami le banquier Guérin de Poncin met à sa disposition le château de Nuelles où il séjourne pendant une dizaine d’années. 
Pour le Salon de Paris de 1812, Gobron demande à son ami Révoil de présenter certains de ses tableaux (Un intérieur, Vue des environ de l’Arbresle, Étude d’arbre, Ferme, Petit Moulin de Rochecardon) qui retiennent peu l’attention des critiques. C’est sa dernière exposition et il se retire alors pour profiter des « douceurs que procure une vie ignorée ».
En 1813, la Ville de Lyon achète deux de ses tableaux. Il est ainsi l'un des premiers peintres lyonnais à être exposé au musée des Beaux-Arts de Lyon.

#### Enseignement

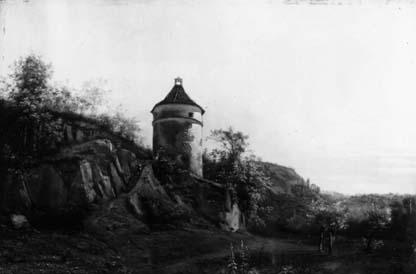
Le Pigeonnier de Rochecardon (1795), musée des Beaux-Arts de Lyon.

François Artaud devient directeur de l'École des beaux-arts de lyon en 1812 et demande à Grobon d'y devenir professeur. Il refuse d'abord par modestie mais accepte finalement et devient professeur de principes. Il a de nombreux élèves, dont le plus remarquable est Jean-François Bellay. Il voyage dans les environs de Grenoble et du Dauphiné pour peindre d'après nature. En 1814, Grobon refuse l'offre d'un banquier anglais lui proposant de se mettre au service de la reine. À cause de ses heures passées dehors à peindre et son rythme de travail effréné, Grobon souffre de rhumatismes qu'il tente de soulager à Aix-les-Bains en 1819.

#### Suite de sa carrière à Lyon
Ses dessins se vendent en Allemagne, en Angleterre et en Suède, mais il est oublié à Paris. À Lyon, il garde une bonne réputation et de nombreux visiteurs viennent le voir dans son atelier. Il refuse trois fois la Légion d’honneur. 
En 1822, le maire de Lyon, Pierre-Thomas Rambaud, demande à Jean-Michel Grobon de faire l’intérim avec Artaud. Il préside aussi à la distribution des prix de l’École des beaux-arts de Lyon. L’année suivante, Grobon achète une maison montée Saint-Laurent à Lyon. En 1826 et 1827, des paysages de Grobon figurent dans une exposition caritative pour les ouvriers sans travail et les esclaves grecs.

#### Révolution de 1830
Lorsque la Révolution de Juillet éclate, le directeur de l'École des beaux-arts de lyon, François Artaud fuit à Avignon et Victor Prunelle, le maire de Lyon, demande alors à Grobon de devenir le nouveau directeur de l'école. Ce dernier refuse mais le maire insiste suffisamment pour que Grobon accepte de venir à titre provisoire. Le maire Prunelle demande de faire remettre la Légion d’honneur à Grobon, mais ce dernier refuse : « Monsieur le Maire, il me serait impossible de porter aucune marque de distinction. Ce que je désire, c’est l’estime de mes concitoyens et surtout la vôtre. ».

### Retraite et solitude
En 1839, Grobon est remplacé à l'école par André Blanchard. Professeur très respecté et aimé de ses élèves, il refusait des présents des plus fortunés et aidait les plus pauvres. Ce remplacement l’ulcère, mais il restera silencieux. Il refuse des éloges, la taille de son buste par Jean-François Legendre-Héral et quitte la commission d’artistes qui décide des acquisitions de la ville en matière d’œuvres d'art. Le succès des ventes de ses œuvres lui permettent de prendre alors sa retraite, ayant acquis quatre ans de salaires et une rente viagère.
Fleury François Richard lui consacre un article de cinq pages dans la Revue du Lyonnais qui émeut Grobon au plus haut point. Il n’a plus besoin de vendre ses œuvres. Il rachète même certains de ses premiers tableaux comme souvenir ou pour les retoucher. Il est décrit alors par ses familiers comme un artiste érudit, parlant peu sauf quand il s’agit de peinture. Il dira : « J’ai été élevé dans la simplicité et je vivrai toujours de même jusqu’à la fin de ma vie. J’ai évité avec soin les honneurs pour être ce que je suis et pas plus que je ne suis ». Il reçoit encore quelques élèves auxquels il recommande l’étude minutieuse de la nature. Son idéal reste Nicolas Poussin ou Le Lorrain. Il parle des difficultés de la perspective aérienne, il insiste sur la nécessité de rendre la transparence de l’air. Dans sa maison, montée Saint-Laurent, il peint par petites séances régulières. Il mettra 15 ans à faire Vues du coteau de Saintes Foy (1834-1848). Il y fait aussi son Autoportrait en 1844. 
Jean-Michel Grobon meurt à son domicile dans le 5e arrondissement de Lyon le 2 septembre 1853.

## Œuvre

### Style
À la suite de la Révolution, l'art subit de profonds bouleversements. La peinture de paysage connaît alors une des périodes les plus riches de son histoire.
Grobon n'est pas un peintre du paysage historique, il se tourne vers un genre plus familier. Il accède à ce genre grâce à la découverte de la peinture néerlandaise du Siècle d’or. L’exemple néerlandais guide ces artistes vers une représentation de la nature familière et les pousse à un réalisme minutieux. Grobon fait partie de ce petit nombre croissant de paysagistes qui renoncent à peindre la belle nature méditerranéenne et surtout italienne, et découvrent le paysage français.

#### La peinture de «petits intérieurs»
Dès les années 1789-1790, l’artiste commence à peindre des « petits intérieurs ». Benoîte Rivoire rapporte qu’il « exerça aussi ses pinceaux à reproduire des inanimés tels des fleurs, poissons, têtes de moutons, ustensiles de ménage, etc. avec une extrême vérité ». Durant cette période il s’adonne aussi à la peinture de fleurs, genre qu’il abandonnera assez vite. Néanmoins il conserve pendant longtemps, à Lyon, une réputation de peintre de fleurs.

#### Le début de l'étude du paysage
Abandonnant la peinture de petits intérieurs, il se lance dans l’étude du paysage. Les premiers paysages datent de 1792. La ville de Lyon et ses proches environs, l’Île Barbe en particulier, sont les lieux de prédilection de l’artiste. Ces œuvres de jeunesse présentent toutes les mêmes caractéristiques : petit formats, facture porcelainée, travail minutieux et bien fini, goût du détail.

#### La peinture de genre, le portrait et le paysage

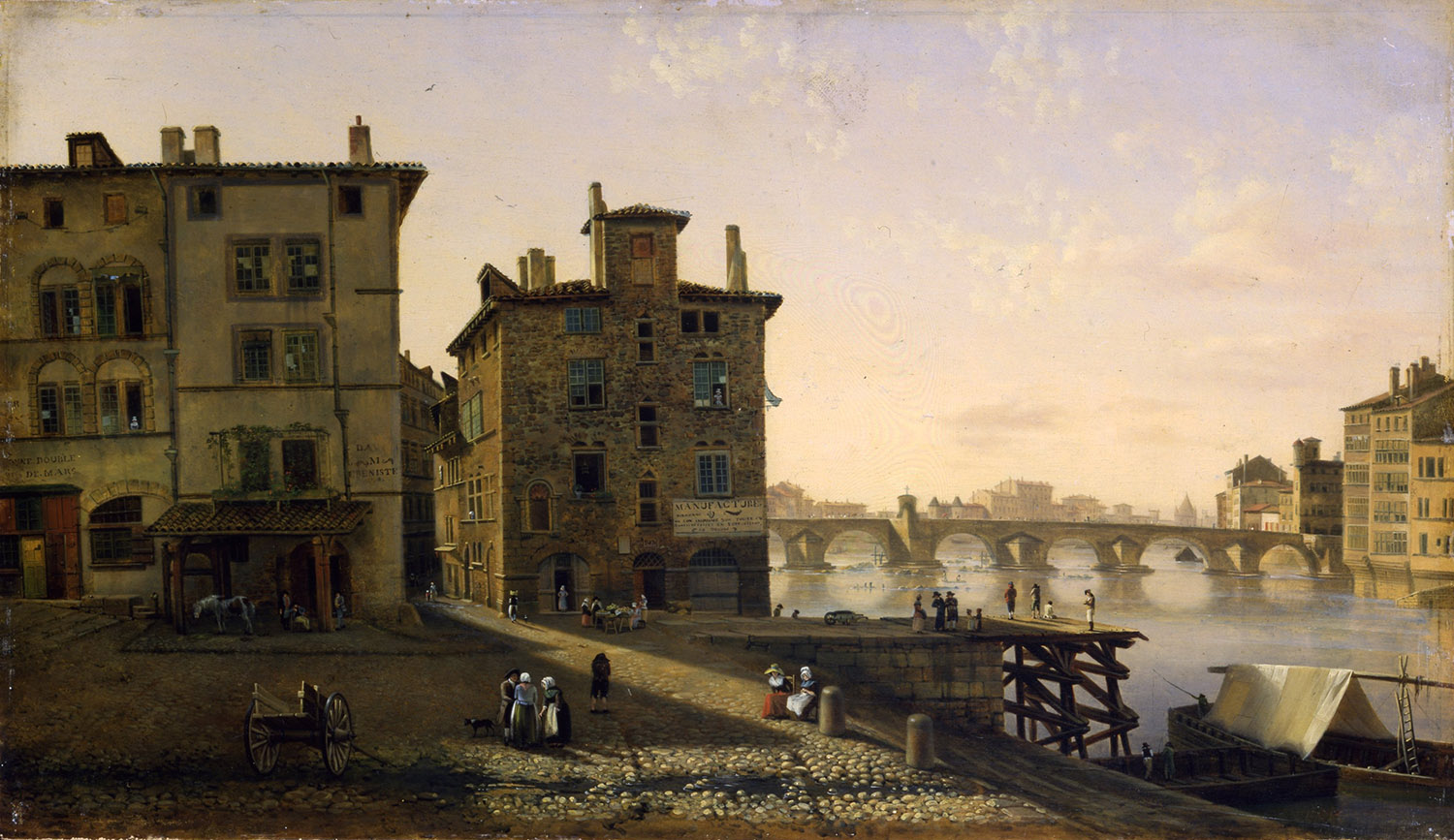
L'Ancien quartier de la Pêcherie à Lyon (1795), musée des Beaux-Arts de Lyon.

Les années 1794-1800 sont une période de travail intense pour l’artiste. Il aborde tous les genres : la peinture de genre (Jeune élève préparant les couleurs de son maîtres, 1794), le portrait (Portrait de la mère de l’artiste, 1795) et le paysage (L’Ancien quartier de la Pêcherie, vers 1795). En 1796, l’artiste se rend à Paris et expose pour la première fois trois œuvres au Salon : Le Bois de Rochecardon, un Autoportrait et Le Jeune élève préparant les couleurs de son maîtres. En 1800, il présente de nouveau trois tableaux au Salon : La Grotte des Etroits, Un moulin à eau et une scène de genre, Le Petit rémouleur.
Après 1800, il délaisse le genre du portrait et se consacre entièrement au paysage. Il expose au Salon de Paris de 1806 six vues de Lyon et de ses proches environs (Le Pont du change, Vue de l’Île-Barbe, Effet du Matin, Vue de l’église d’Ainay, Aqueducs romains vue des hauteurs de Saint-Just, Vue de Lyon prise du quai Saint-Antoine). La critique est encore une fois plutôt bonne. 
À partir de 1809, Grobon parcours très souvent le Beaujolais et la région de l’Arbresle. Il y peint une dizaine de tableaux dont trois seront exposés au dernier Salon parisien de l’artiste en 1812 : Étude d’arbre, Vue prise à Nuelles, Vue des environs de l’Arbresle. On note une légère évolution dans son art : abandon de la recherche du pittoresque au profit d’étude sur nature. Un arbre, une ferme, une rivière sont désormais les sujets privilégiés de l’artiste. Les critiques pour ce dernier Salon seront très réservées et l’artiste renonce dès lors à exposer.
En 1839, il se retire dans sa propriété, où il peint ses deux Vues du coteau de Sainte-Foy, commencées en 1833 et achevées en 1848. De cette époque date un autoportrait de l’artiste (1844, musée des Beaux-Arts de Lyon).

### Originalité et postérité
À Lyon, Grobon s’inscrit dans la tradition de ses prédécesseurs, essentiellement celle de Jean-Jacques de Boissieu. Il tient son originalité dans le fait de peindre des paysages urbains et suburbains. Mis à part quelques peintures rares et isolées, Lyon et ses environs n’ont été que dessinés ou gravés, au XVIIe siècle par les graveurs Israël Sylvestre et Kaspar Mérian (1627-1686), au XVIIIe siècle par les graveurs et dessinateurs Jean-Jacques de Boissieu et Jean-Baptiste Lallemand. Ainsi Grobon apparaît comme novateur en faisant de la peinture du paysage lyonnais son genre privilégié.
Son œuvre de grande qualité et son art du paysage ont marqué quelques peintres dans sa ville natale. On peut noter Fleury François Richard ou plus récemment Henri Lachièze-Rey.
Grobon reste un artiste mineur mais son œuvre, jusqu’en 1820 essentiellement, comme celui de certains autres paysagistes contemporains, a ouvert la voie au paysage naturaliste qui s’imposera plus tard.

## Œuvres dans les collections publiques
- Aix-les-Bains, musée Faure :
  - Porte de la Grande Chartreuse.
- Dijon, musée Magnin :
  - Paysage animé ;

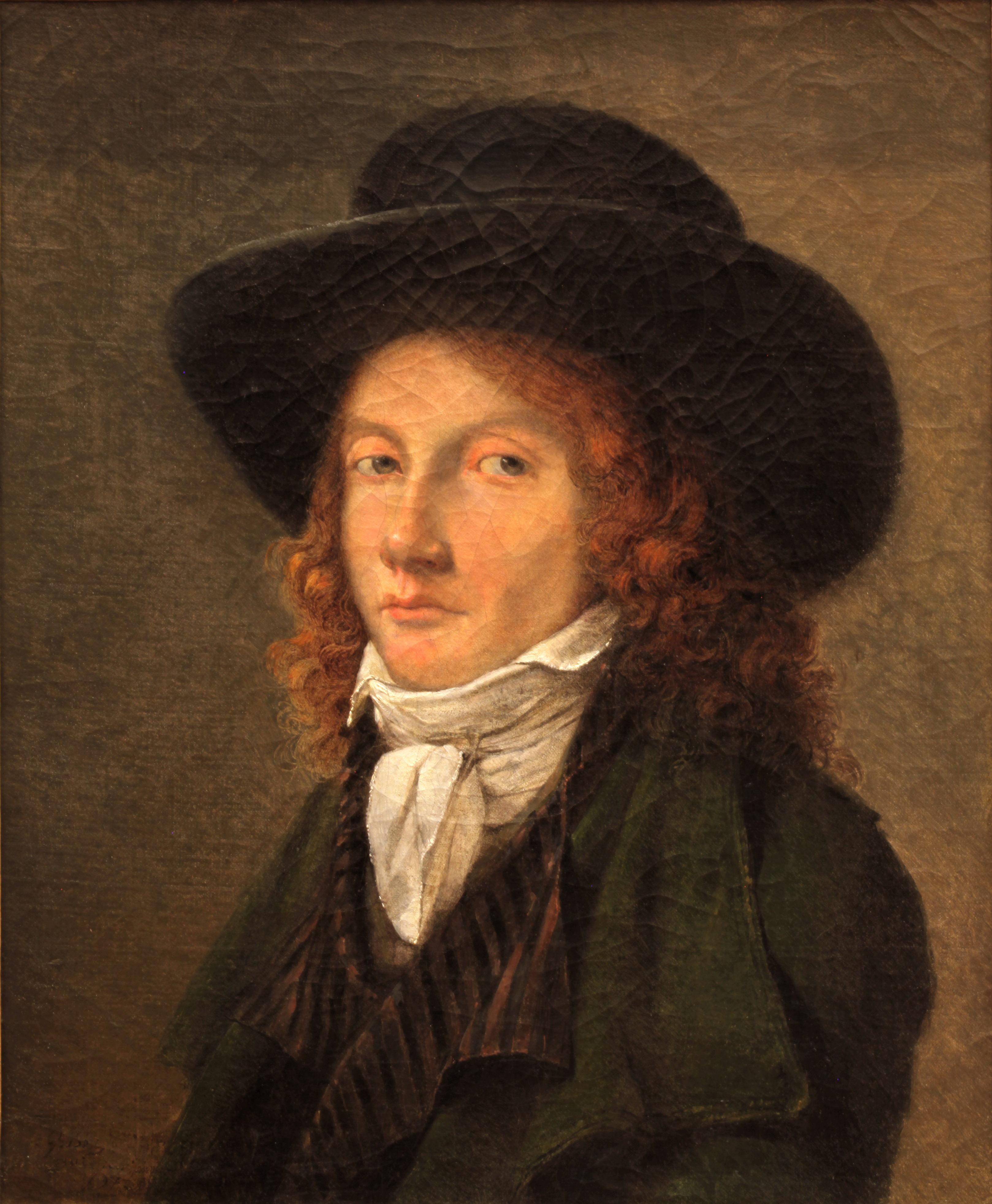
Portrait de jeune homme, Pierre Révoil jeune (1797), musée des Beaux-Arts de Lyon.

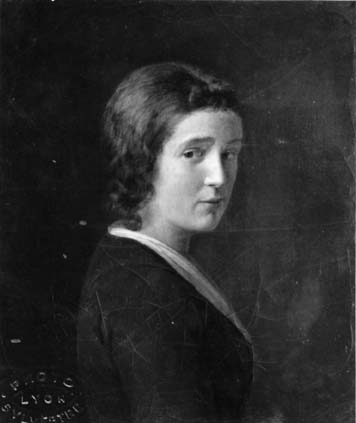
Portrait de jeune femme, 1814, Musée des beaux-arts de Lyon

  - Paysage de prairie, traversé par un cours d'eau[24].
- Lyon :
  - musée des Beaux-Arts :
    - Portrait de jeune homme, Pierre Révoil jeune, 1797, huile sur toile, 46 × 38 cm ;
    - Aqueducs romains, vus sur les hauteurs de Saint-Just ;
    - Intérieur de cuisine ;
    - Jeune élève préparant les couleurs de son maître ;
    - L'Ancien quartier de la Pêcherie à Lyon ;
    - La Grotte des Etroits ;
    - La Quarantaine à Lyon ;
    - Le Petit rémouleur ;
    - Le Pigeonnier de Rochecardon ;
    - Moulin du vallon de Rochecardon ;
    - Portrait de jeune femme ;
    - Portrait de l'artiste ;
    - Portrait de Mme Grobon mère ;
    - Portrait de Mme Savy ;
    - Tête de vieillard ;
    - Vue, aux environs de Lyon.

  - musées Gadagne :
    - Ferme de la Tête d'or, 1821, dessin ;
    - L'Île-Barbe, huile sur toile, 29,2 x 36 cm (avec cadre) ;
    - Ruines de l'aqueduc de Saint-Irénée, 1808, aquarelle ;
    - Saint-Martin d'Ainay, 1803, huile sur bois, 25 x 28 cm ;
    - Vue de la Cathédrale de Lyon et du coteau de Fourvière, 1802, huile sur toile, 78 x 120 cm ;
    - Vue de la cathédrale Saint-Jean depuis les quais, dessin ;
    - Vue du Château de Rochecardon au bas d'une colline boisée, 1823, dessin ;
    - Vue du Pont de la Guillotière, 1820, dessin.

Œuvres de Jean-Michel Grobon
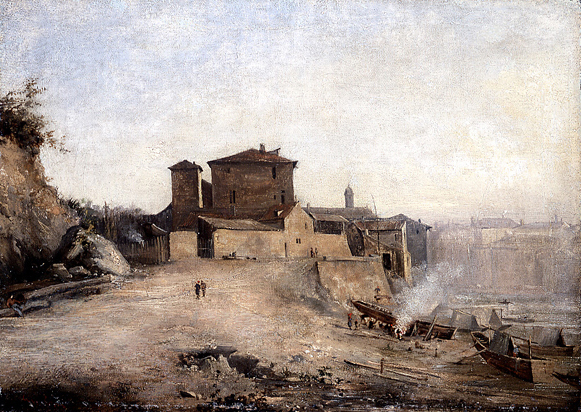
Vue de la Quarantaine à Lyon, musée des Beaux-Arts de Lyon.
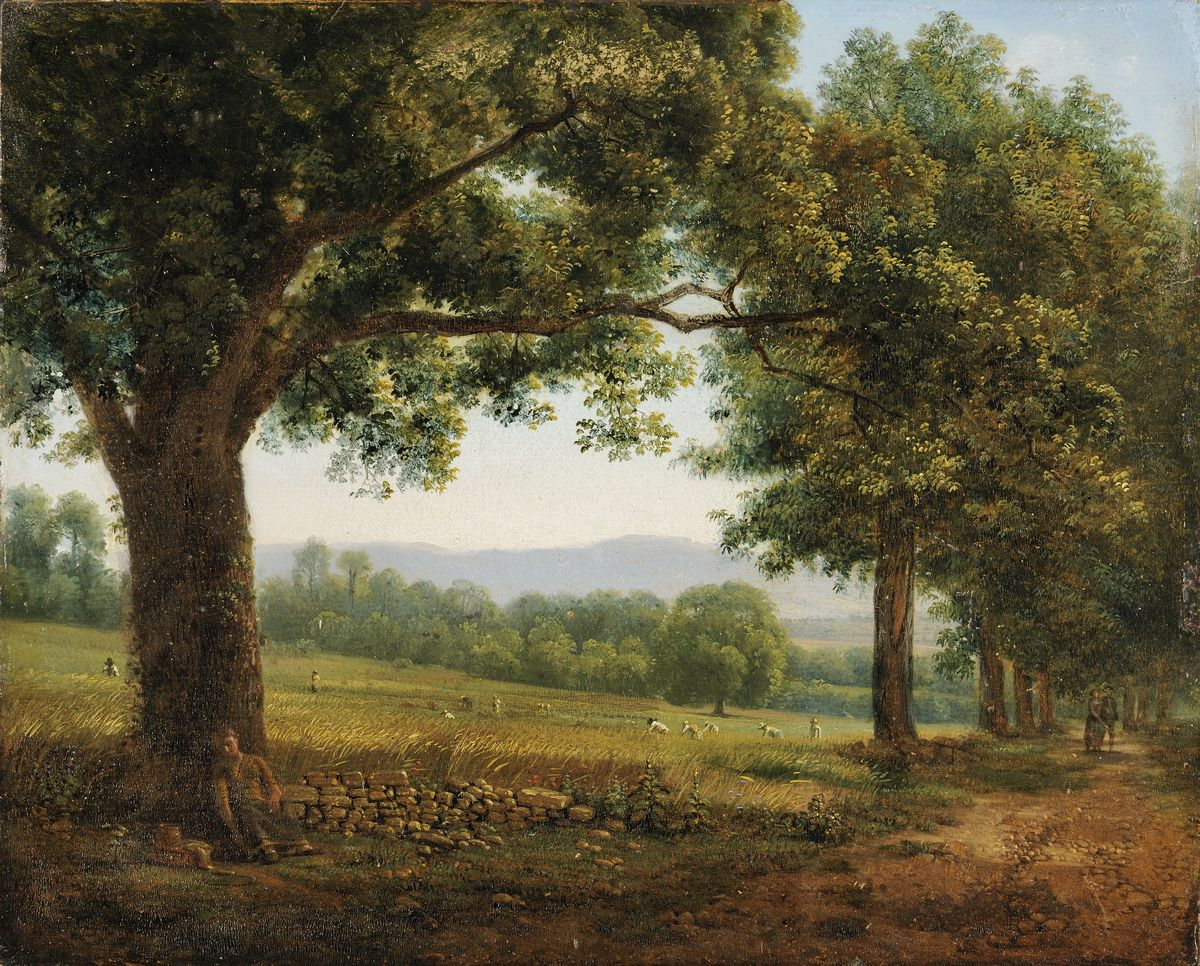
Vue aux environs de Lyon, musée des Beaux-Arts de Lyon.
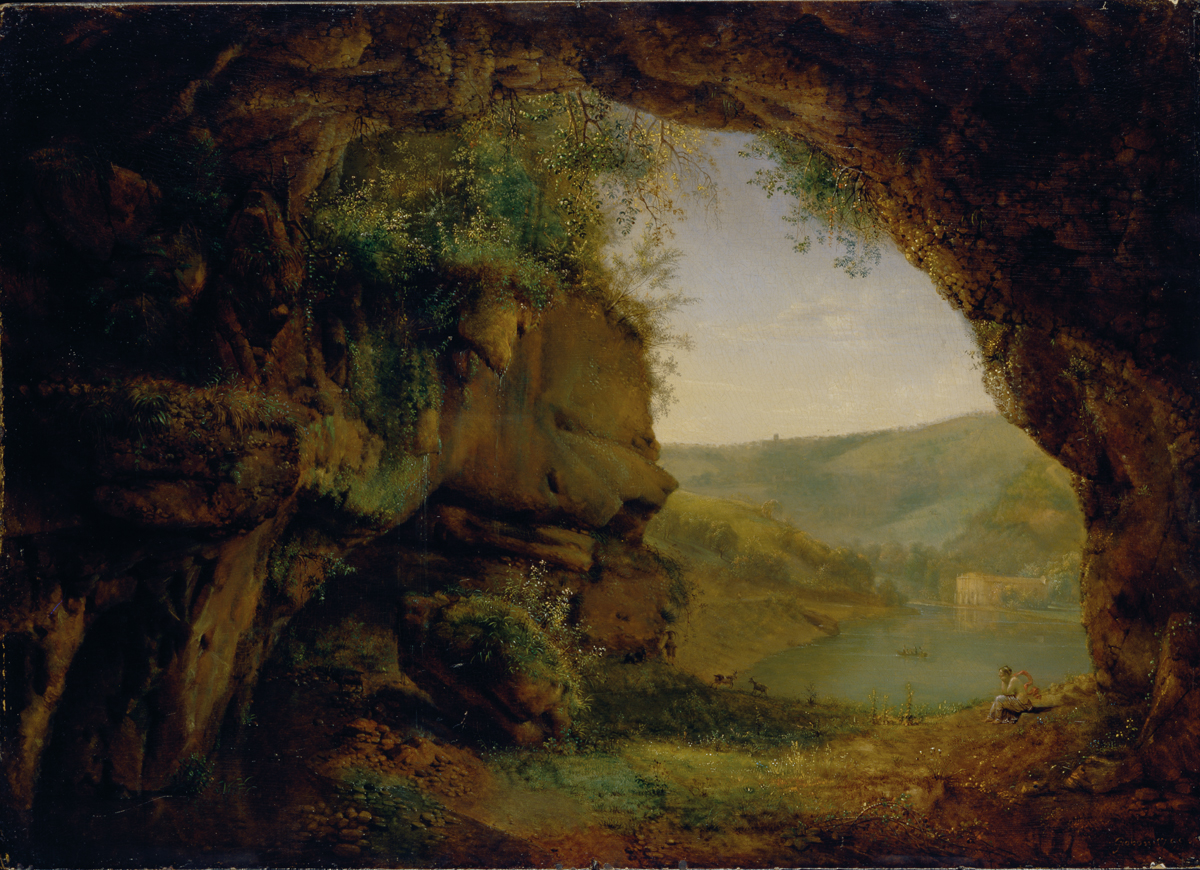
La Grotte des Étroits, musée des Beaux-Arts de Lyon.
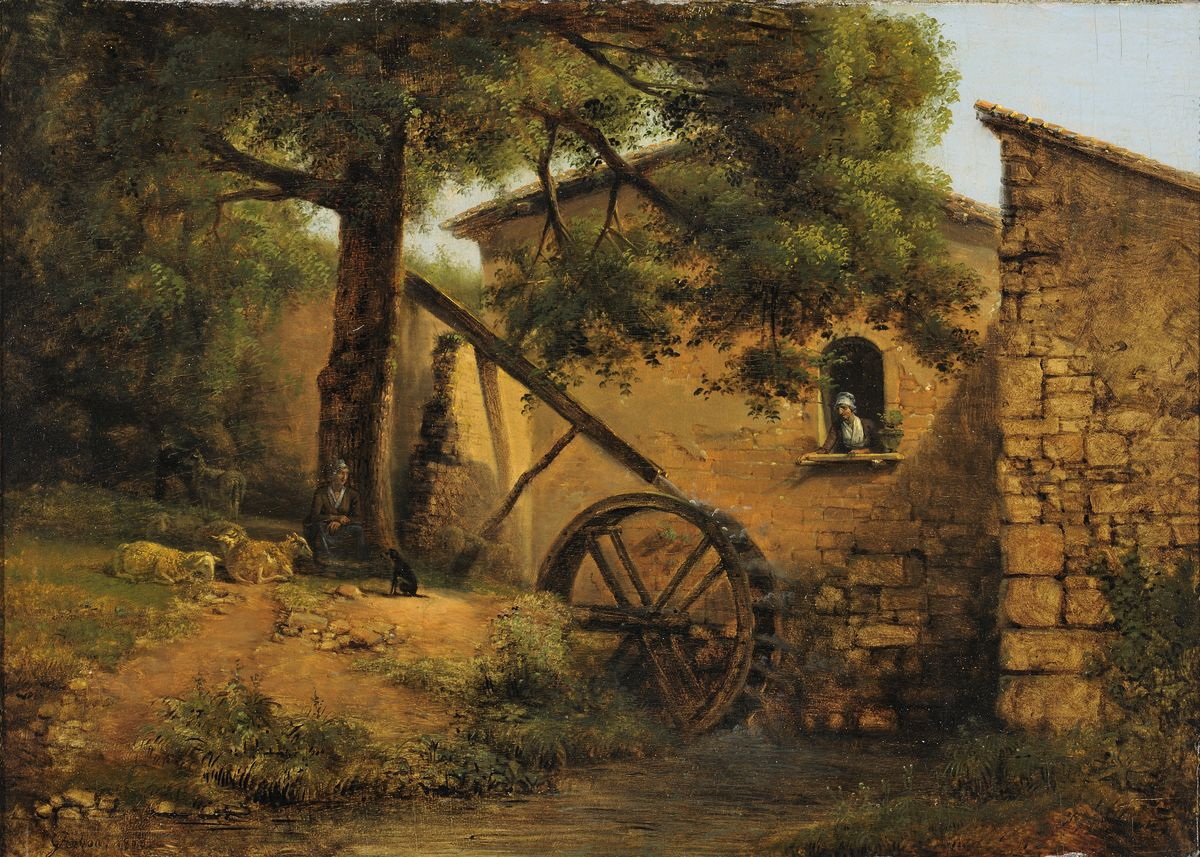
Le Moulin du vallon de Roche-Cardon, musée des Beaux-Arts de Lyon.
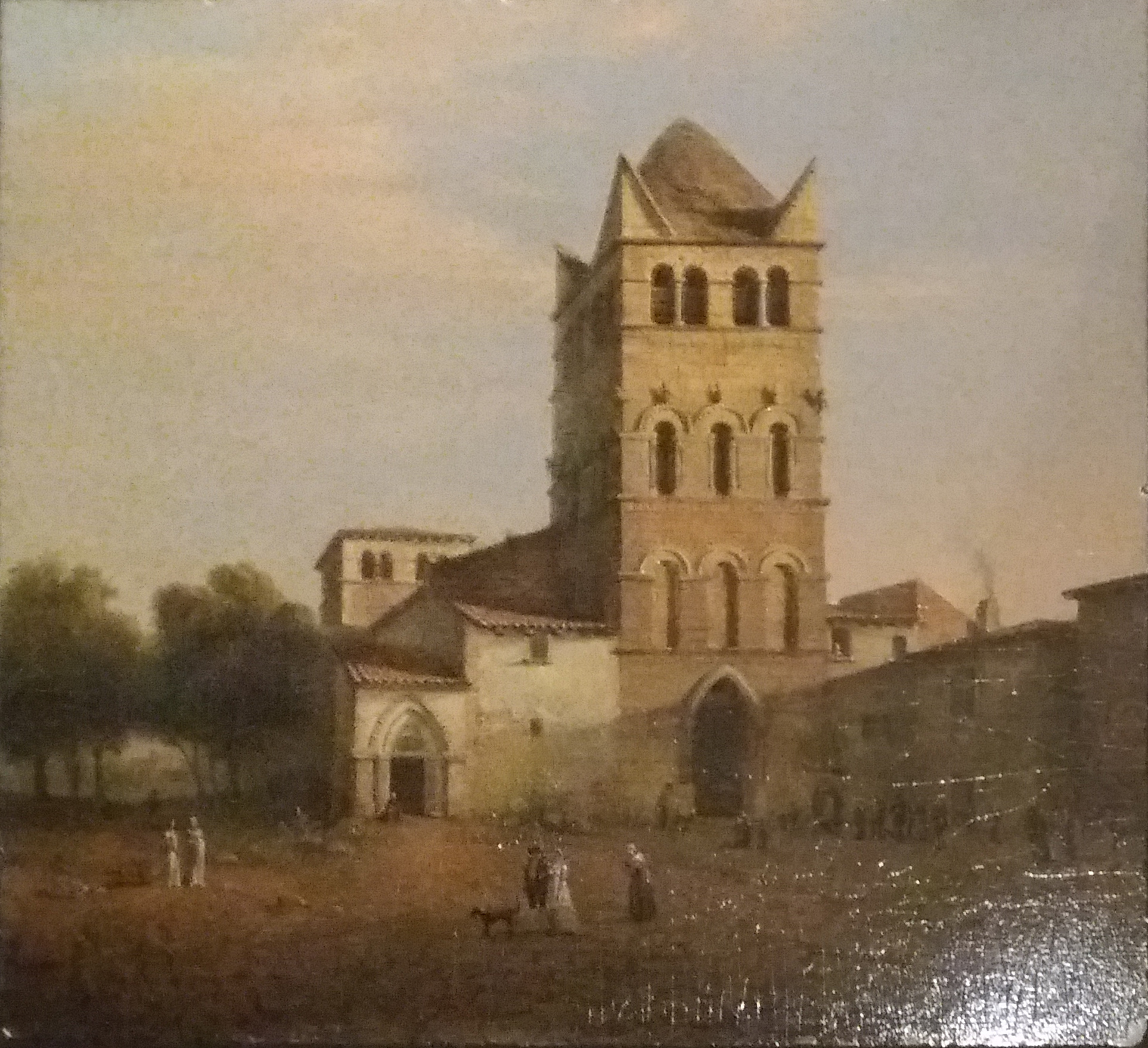
Saint-Martin d'Ainay, Lyon, musées Gadagne.

## Élèves
- Adolphe Appian (1818-1898), élève de 1833 à 1836.
- Michel Dumas (1812-1885), élève avant 1834[25].